# Glover (Vermont)
Glover es un pueblo ubicado en el condado de Orleans en el estado estadounidense de Vermont. En el año 2010 tenía una población de 1,122 habitantes y una densidad poblacional de 11 personas por km².

## Geografía
Glover se encuentra ubicado en las coordenadas 44°41′39″N 72°13′16″O / 44.69417, -72.22111.

## Demografía
Según la Oficina del Censo en 2000 los ingresos medios por hogar en la localidad eran de $33,403 y los ingresos medios por familia eran $38,309. Los hombres tenían unos ingresos medios de $25,977 frente a los $21,172 para las mujeres. La renta per cápita para la localidad era de $15,112. Alrededor del 11.9% de la población estaban por debajo del umbral de pobreza.